# Parc Charles-Aznavour
Le parc Charles-Aznavour depuis juillet 2024, anciennement parc de la Maison Blanche, est un parc de 5 hectares situé dans le 9e arrondissement de Marseille.
Le parc dispose d'un lac et de pelouses et d'espace boisés. La plupart des arbres notables — magnolias, séquoias, cèdres, ifs, platanes, liquidambars et un orme de Sibérie — datent du XIXe siècle. 
Le parc abrite une bastide dans laquelle est installée la mairie du Ve secteur de Marseille. Le Festival des Arts éphémères, consacré à l'art contemporain, se déroule chaque année dans les salons et le parc de la Maison Blanche.

## Histoire

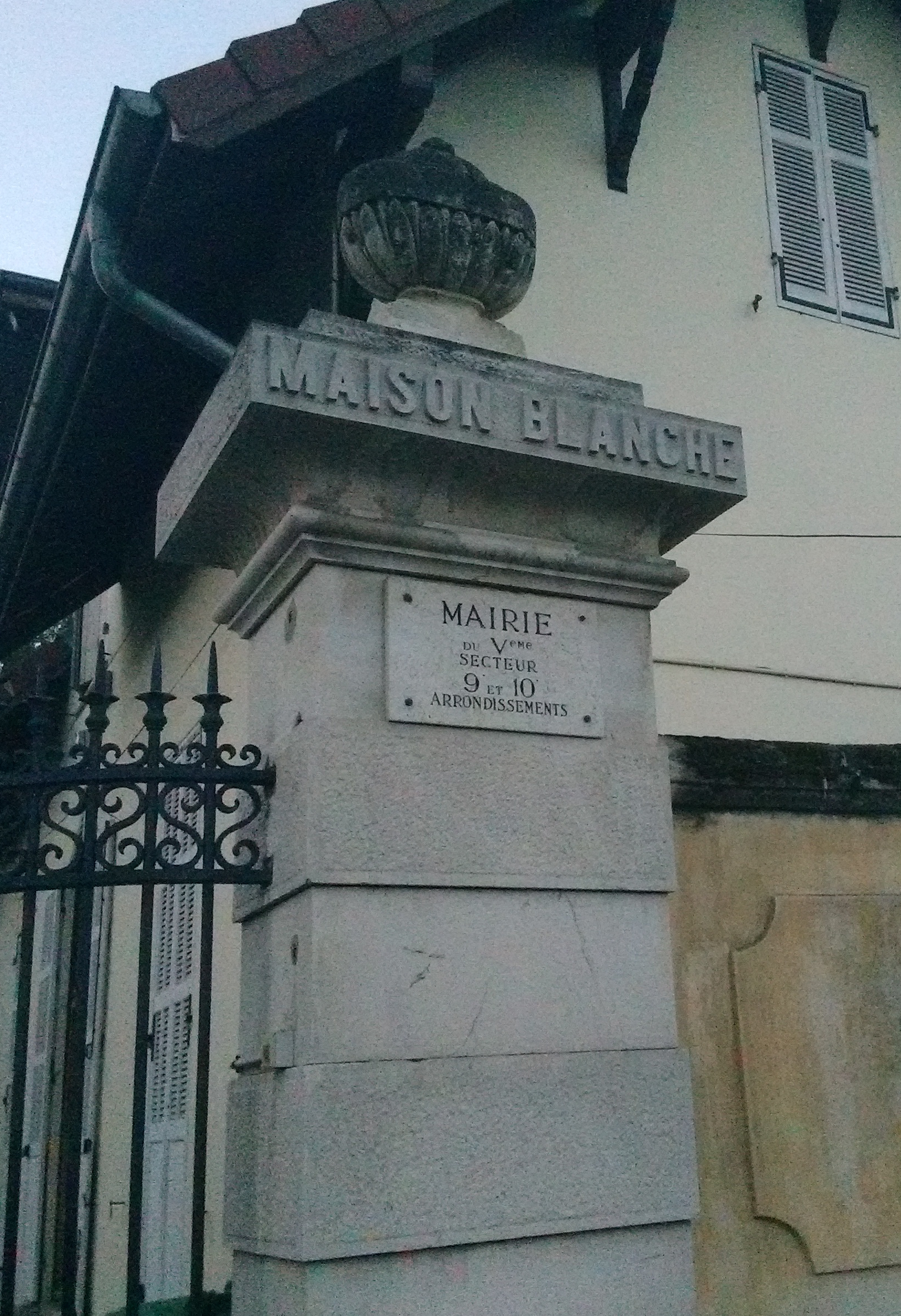
Plaque à l'entrée du parc où se situe la mairie du 5e secteur de Marseille

La bastide et le parc ont été construits en 1840 par un négociant du nom de Cohen. L'ensemble est racheté par une famille suisse en 1920 qui y construit le lac. Le domaine est acquis par la ville de Marseille en 1978. Elle devient mairie de secteur le 22 juillet 1983.